# بابورووو
بابورووو (به لهستانی:  Baborowo) یک روستا در لهستان است که در گمینا شاموتووه واقع شده‌است. بابورووو ۲۵۰ نفر جمعیت دارد.